# Titania

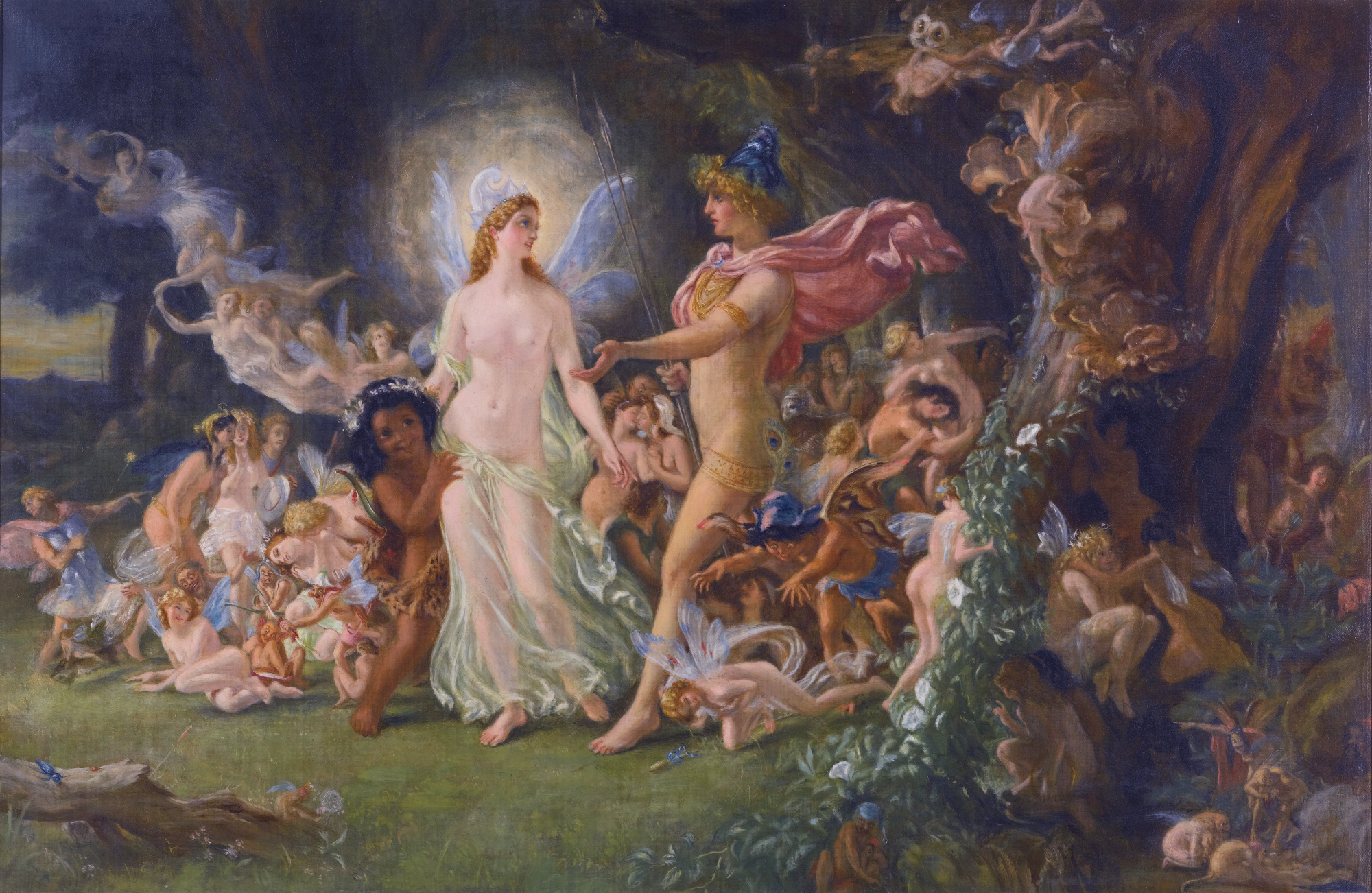
The Quarrel of Oberon and Titania (1846), por Sir Joseph Paton

Titania ou Titânia é a rainha das fadas, é uma dos principais personagens de William Shakespeare, aparecendo em sua obra Sonhos de Uma Noite de Verão. Seu marido é Oberon.